# Escuela de Cambridge

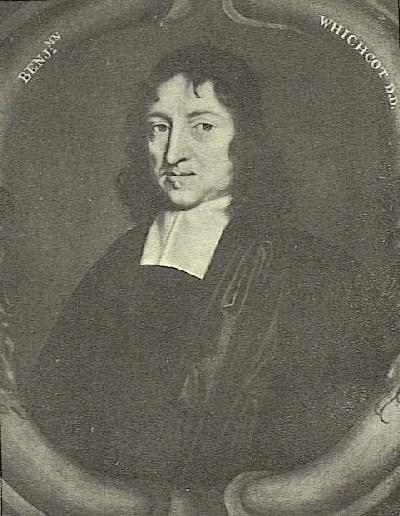
Benjamín Wichcote

La Escuela de Cambridge o Platónicos de Cambridge, es el nombre que recibe un grupo de filósofos de la Universidad de Cambridge, Inglaterra, de mediados del siglo XVII (entre 1633 y 1688).

## Ideario
Los platónicos de Cambridge reaccionaban a dos presiones diferentes. Por una parte, el dogmatismo de los puritanos, con sus demandas anti-racionalistas era, según su parecer, inmoral e incorrecto. También consideraban que la insistencia puritana-calvinista en la revelación individual dejaba a Dios sin contacto con la mayoría de la humanidad. Al mismo tiempo reaccionaron contra los escritos materialistas de René Descartes y Thomas Hobbes. Consideraban que el último, aunque racionalista, estaba negando la naturaleza ideal del universo. Para los miembros de la escuela de Cambridge, la religión y la razón estaban en armonía y la realidad no estaba formada de sensación, sino de “formas intelegibles” que existen tras la percepción. Para ellos, los sentidos no eran medios fiables de conocer la realidad.
Creían que la razón es el juez apropiado para todos los desacuerdos, así que abogaban por el diálogo entre los puritanos y la iglesia alta. Tenían una concepción mística de la razón, pues creían que era “la vela de Dios”—un eco de lo divino en el alma humana y la impronta de dios en los hombres. De esta forma creían que la razón podía llegar más lejos que los sentidos, porque era semidivina. La razón era, para ellos, de Dios, y por tanto capaz de acercarse a Él. En consecuencia creían que la razón podía permitir juzgar las revelaciones privadas de la teología puritana y la investigación apropiada de los rituales y la liturgia de la iglesia. Por esta razón, se les llamó despectivamente latitudinarios.

## Representantes
- Benjamin Whichcote (1609 - 1683)
- Peter Sterry (1613–1672)
- Henry More (1614 - 1687)
- Ralph Cudworth (1617 - 1688)
- John Smith (1618 - 1652)
- Nathaniel Culverwel (1619-1651)
- Anne Conway (1631 – 1679)
- George Rust (d.1670)
- John Worthington (1618–1671)
- Joseph Glanvill (1636–1680)
- Damaris Cudworth Masham (1659–1708)
- John Norris (1657–1711)

## Obras
- Benjamin Whichcote fue uno de los líderes del movimiento. Fue también pastor y académico, pero no publicó obra alguna durante su vida. Sus sermones eran notables y causaron controversias. En 1685 se publicó Some Select Notions of B. Whichcote. Tras esta obra se publicó Select Sermons (1689) (con prefacio de Shaftesbury) y Several Discourses (1701). Finalmente apareció una colección de sus ensayos con el título de Moral and Religious Aphorisms en 1703.
- La obra más importante de Cudworth fue The True Intellectual System of the Universe (1678) y Treatise concerning Eternal and Immutable Morality, que aparecieron póstumamente en 1731.
- La obra más importante de Culverwel fue Light of Nature (1652). Culverwel murió joven (probablemente a los 32). Intentó escribir una obra que reconciliase el evangelio con la razón filosófica.
- Henry More escribió muchas obras. como platónico, sus trabajos más importantes fueron Manual of Ethics (1666), los Divine Dialogues (1668), y el Manual of Metaphysics (1671). Aunque todas sus obras gozaron de popularidad, Divine Dialogues es quizá su obra más influyente.
- John Smith, discípulo de Benjamin Whichcote, no dejó obras literarias pero se mostró activo en las obras de otros platónicos.